# Python (raket)

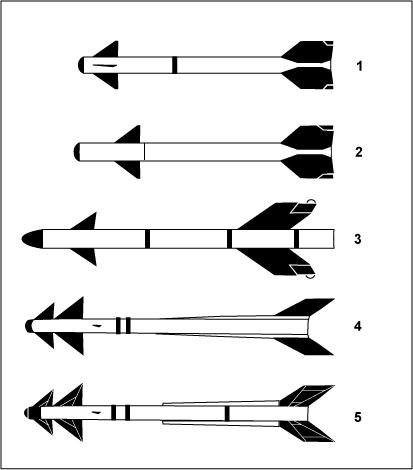
Van boven naar onder: Shafrir-1, Shafrir-2, Python-3, Python-4, Python-5.

De Python (Hebreeuws: פיתון) vroeger  Shafrir (Hebreeuws: שפריר) ook Zephir, PL-8, V3S Snake, R-Darter of V4 is een familie van Israëlische lucht-luchtraketten van Rafael Advanced Defense Systems.

## Shafrir-1
In 1950 vroeg de Israëlische luchtmacht om een Israëlische lucht-luchtraket.
Het doel was om niet af te hangen van invoer en om de eigen defensie-industrie te steunen.
Dat was relevant na het wapenembargo van Frankrijk.
Rafael Advanced Defense Systems mocht in 1959 de Shafrir-1 ontwikkelen.
In 1963 ging de Shafrir-1 in dienst op de Israëlische Dassault Mirage III.
In de Zesdaagse Oorlog van 1967 kon de Israëlische luchtmacht geen enkel vliegtuig neerhalen met de Shafrir-1, maar wel met het boordgeschut.
- Lengte: 2,5 m
- spanwijdte: 550 mm
- Diameter: 140 mm
- Massa: 65 kg
- Geleiding: infrarood
- Springkop: 11 kg, nadien 30 kg
- Bereik: 5 km
- Snelheid: Mach 1,7

## Shafrir-2
In 1971 kwam de verbeterde Shafrir-2. In de Jom Kipoer-oorlog van 1973 schoot de Israëlische luchtmacht 89 vliegtuigen neer met 176 Shafrir-2.
In totaal haalde de Shafrir-2 106 vliegtuigen neer.
Israëlische vliegtuigen met Shafrir-2 werden uitgevoerd naar Zuid-Amerika.
- Lengte: 2,5 m
- Spanwijdte: 550 mm
- Diameter: 150 mm
- Massa: 93 kg
- Geleiding: infrarood
- Springkop: 11 kg
- Bereik: 5 km
- Snelheid: Mach 2,1

## Python-3

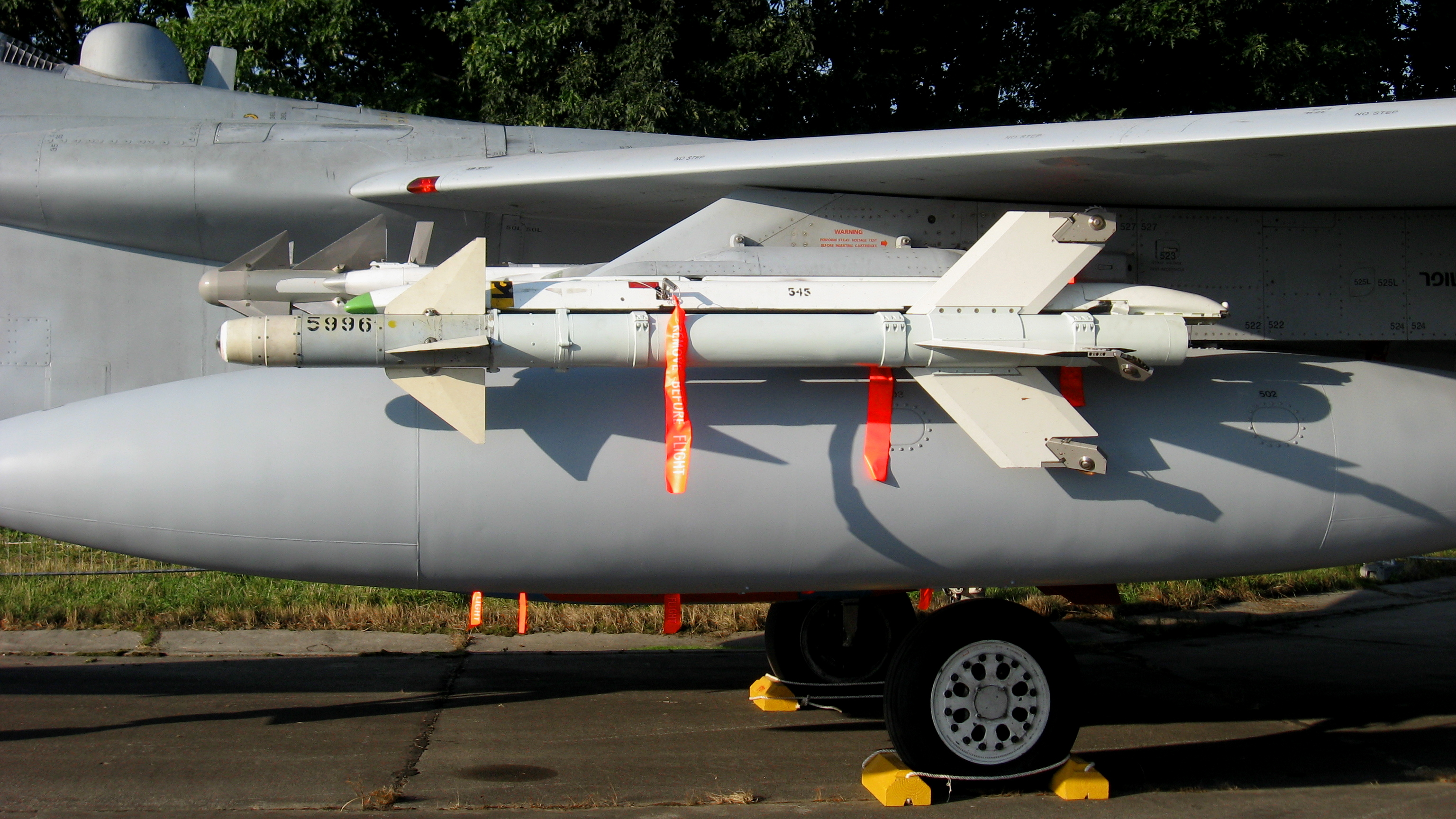
Python-3 onder een Israëlische F-15 Eagle

Daarna kwam de verbeterde Python-3 uit met langer bereik en aanval naar alle richtingen.
De Shafrir was omgedoopt tot Python voor uitvoer.
In de Libanonoorlog (1982) schoot de Python-3 35 vliegtuigen neer.
China kocht op 15 september 1983 een licentie en produceerde ze in de Xi'an Eastern Machinery Factory (Chinees schrift: 西安东方机械厂) te Xi'an als PL-8.
- Lengte: 2,95 m
- Spanwijdte: 800 mm
- Diameter: 160 mm
- Massa: 120 kg
- Geleiding: infrarood
- Springkop: 11 kg
- Bereik: 15 km
- Snelheid: Mach 3,5

## Python-4

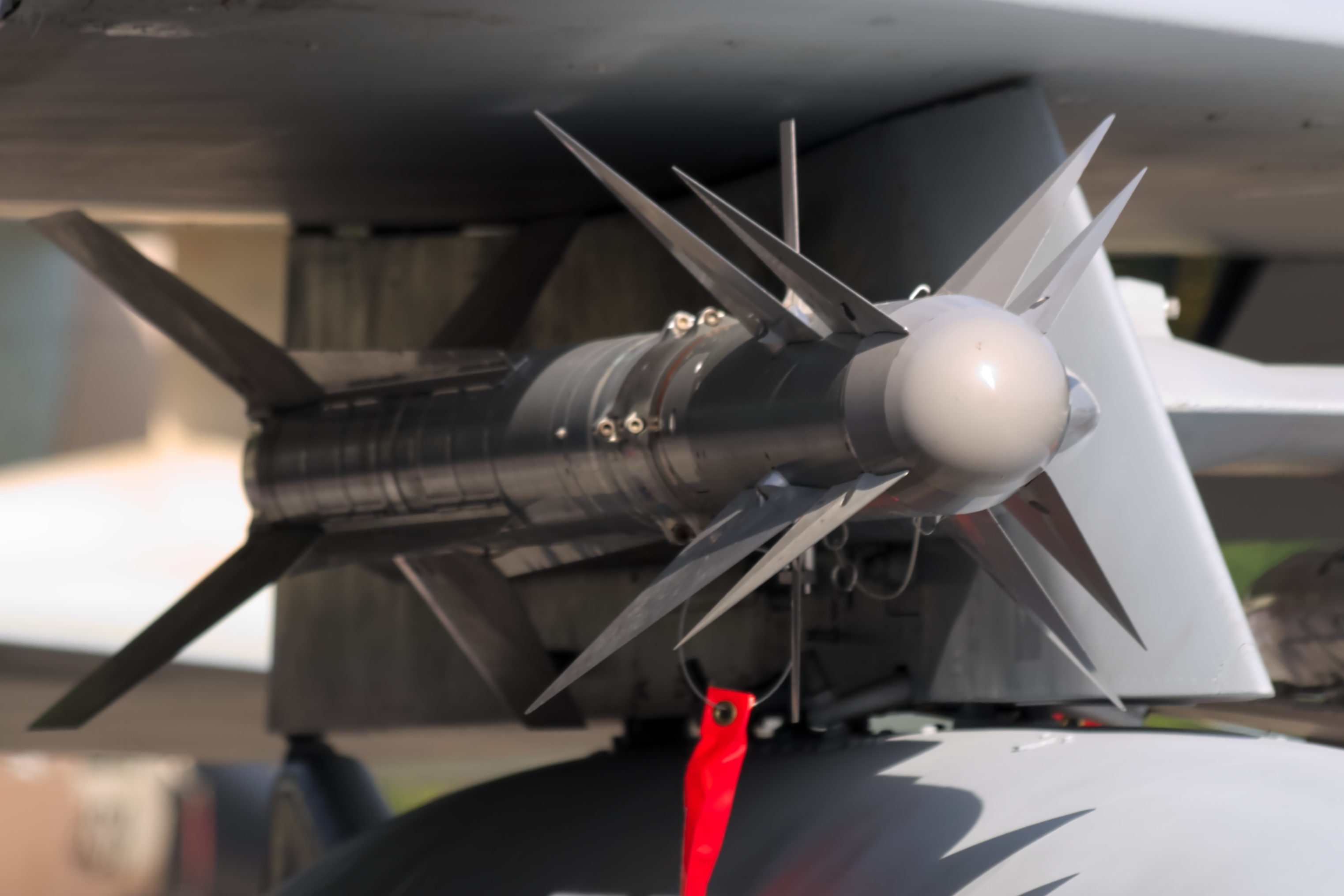
Een Python-4 onder een F-15D Baz '957'

Rond 1985 kwam de Python-4 uit die de piloot met zijn DASH helm (Display And Sight Helmet) van Elbit Systems kon richten.
De infraroodzoeker gebruikt twee golflengten zoals de FIM-92 Stinger met IR ECCM infrared counter counter measures om achtergrond infraroodstraling te verminderen tegen flares.
- Lengte: 3 m
- Spanwijdte: 500 mm
- Diameter: 160 mm
- Massat: 120 kg
- Geleiding: infrarood
- Springkop: 11 kg
- Bereik: 15 km
- Snelheid: Mach 3,5

## Python-5

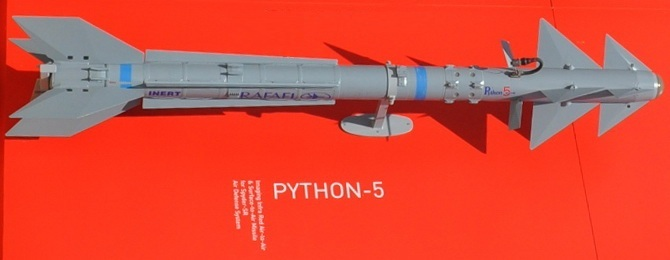
De Python-5 is de nieuwste.

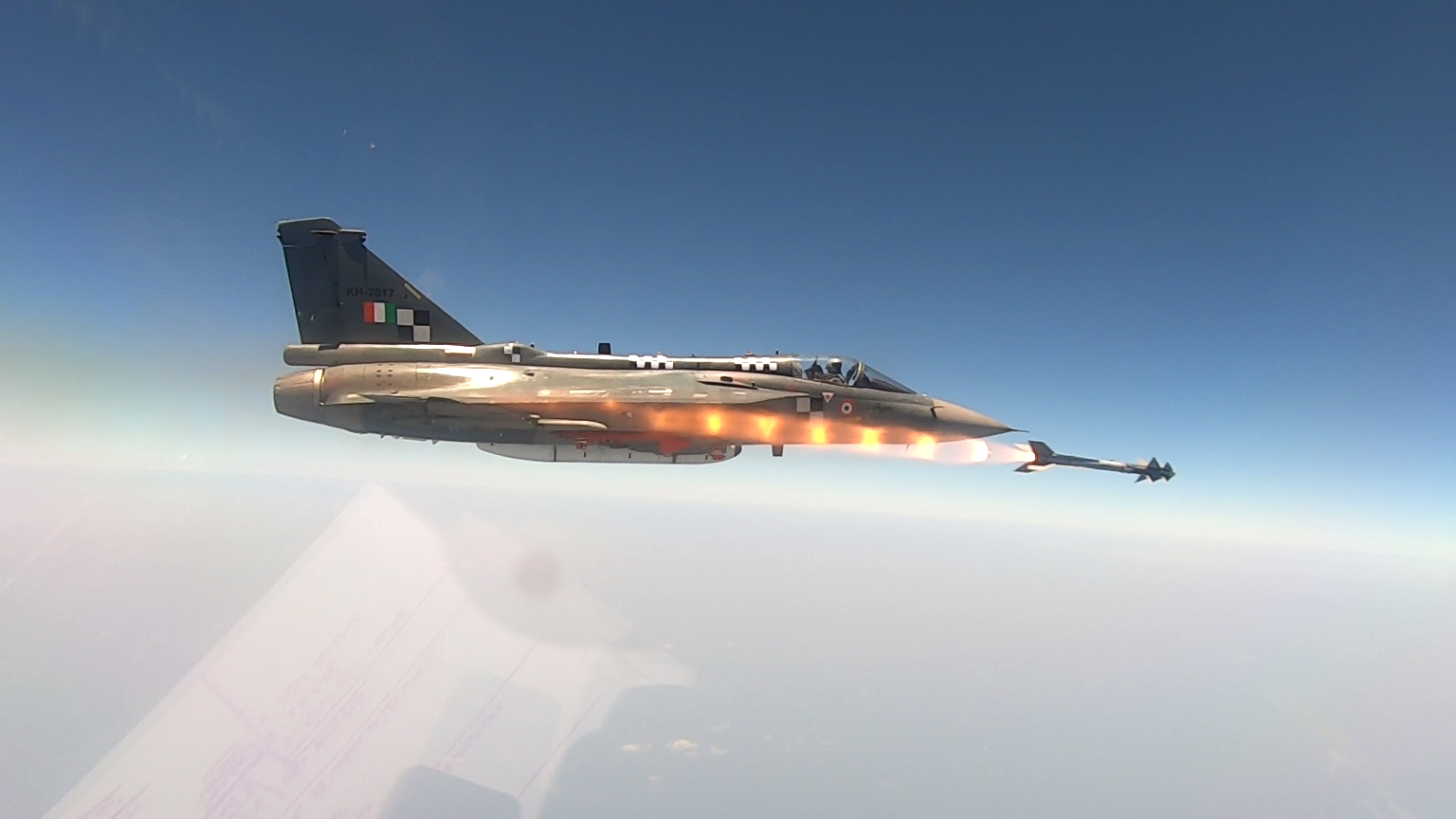
Een Hal Tejas van de Indiase luchtmacht lanceert een Python-5

Na 1990 ontwikkelde Rafael de Python-5 met een betere doelzoeker en mogelijkheid om te richten na de lancering lock-on after-launch.
In 2003 werd die getoond op de Paris Air Show voor de 
F-15I Ra'am (“Donder”) en de F-16I Sufa (“Storm”).
The Python-5 stuurt met 18 vinnen.
F-16 Fighting Falcons schoten er in de Israëlisch-Libanese Oorlog (2006) twee Ghods Ababil onbemande luchtvaartuigen van Hezbollah mee neer.
Op 13 mei 2021 schoot een Israëlische F-16 er een in Iran gemaakt Shebab onbemand luchtvaartuig van Hamas mee neer.
- Lengte: 3,1 m
- Spanwijdte: 640 mm
- Diameter: 160 mm
- Massa: 105 kg
- Geleiding: infrarood + elektro-optisch
- Springkop: 11 kg
- Bereik: 20 km
- Snelheid: Mach 4

## Derby

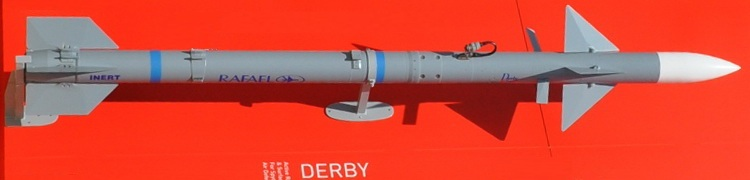
De Derby is met radar geleid.

De Derby of Alto is een grotere versie van de Python-4 met 50 km bereik en actieve radar.
- Lengte: 3,62 m
- Spanwijdte: 640 mm
- Diameter: 160 mm
- Massa: 118 kg
- Geleiding: Actieve Radar
- Springkop: 23 kg
- Bereik: 50 km
- Snelheid: Mach 4

## I-Derby ER
In juni 2015 bevestigde Rafael het bestaan van de I-Derby-ER, Extended Range van 50 km.
Een dual-pulse vastebrandstofmotor is toegevoegd. Om plaats te maken zijn de zoeker en de ontsteker samengevoegd.
In 2018 koos de Indiase luchtmacht voor de I-Derby ER onder hun HAL Tejas.
In mei 2019 werving de Indiase luchtmacht hun R-77 onder hun Soechoj Soe-30 door I-Derby ER.

## SPYDER

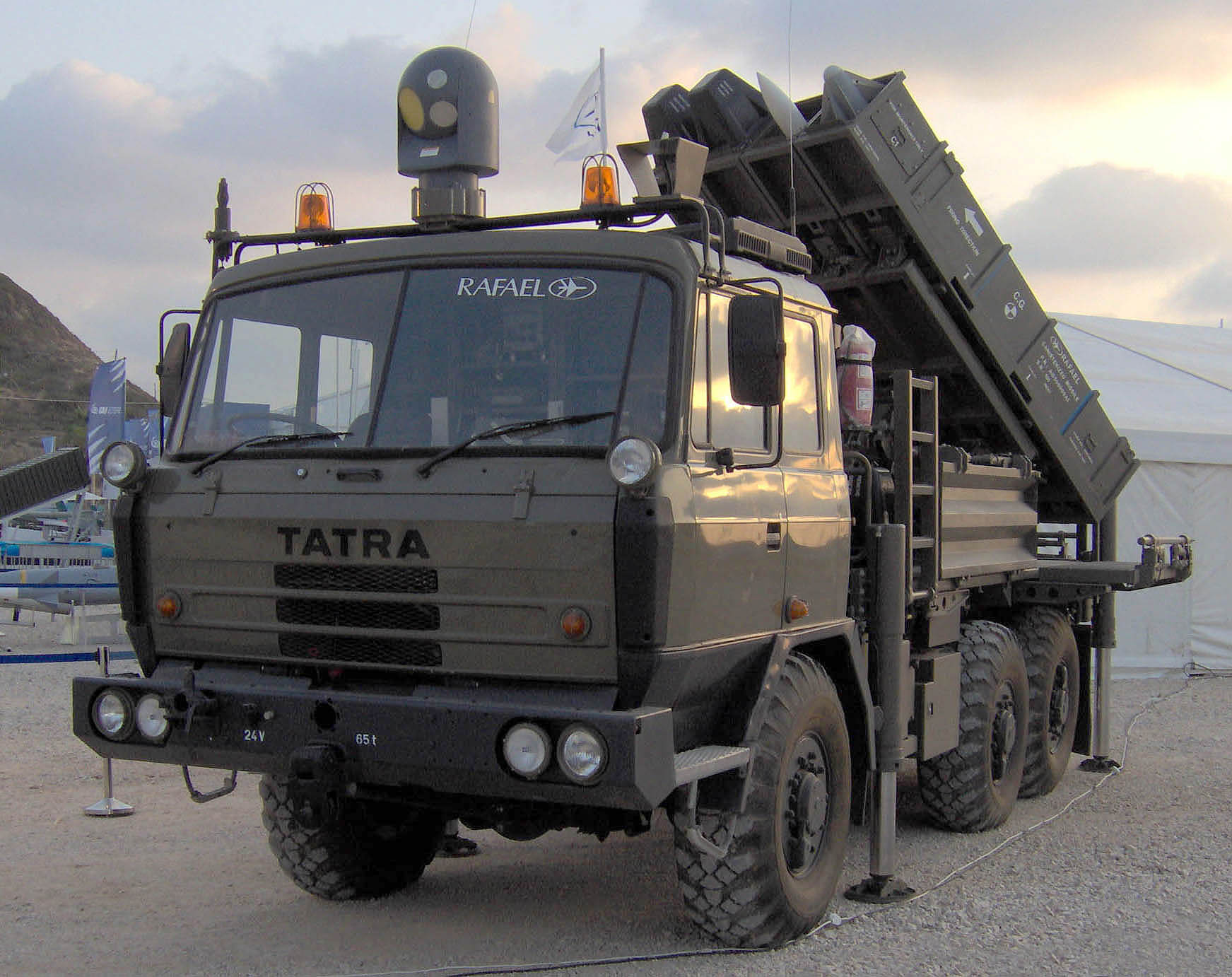
SPYDER—missile firing unit (MFU) combineert Python-5 en Derby

SPYDER (Surface-to-air PYthon and DERby) is een systeem van Luchtverdediging gebaseerd op de Python-5 en de Derby.

## Gebruikers

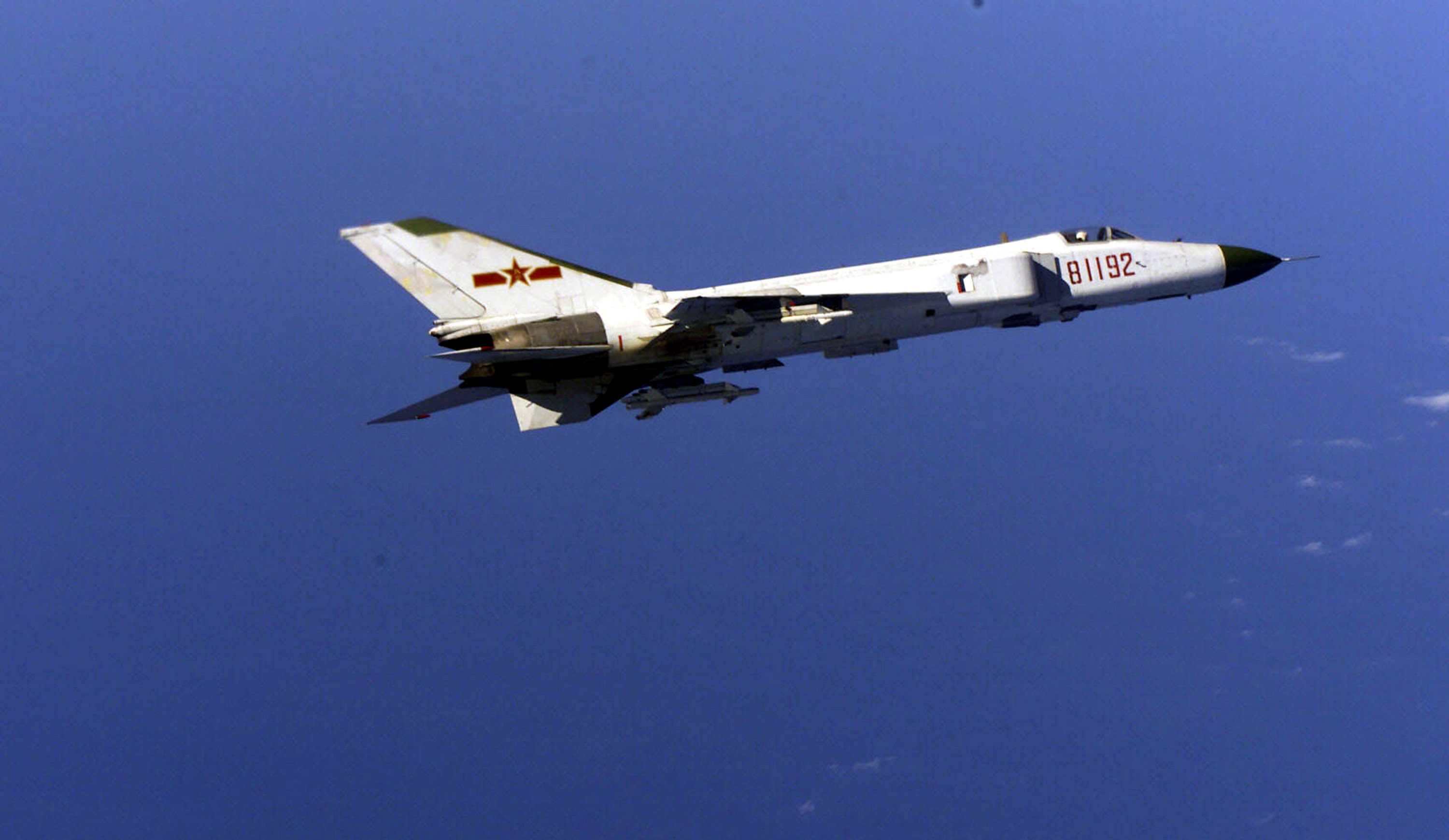
Twee PL-8 onder een Shenyang J-8

- Israël Shafrir-1/2, Python-4 en Python-5, heet daar Zephyr
- Argentinië 350 Shafrir-2 geleverd in 1981
- Bolivia Python-3
- Brazilië 400 Python-3 geleverd in 2001, 200 Python-4 en 200 Derby geleverd in 2011
- Chili 50 Shafrir-2 geleverd in 1978), 120 Python-3 geleverd in 1997, 280 Python-4 geleverd in 2011 en 60 Derby geleverd in 2003
- China 3000 Python-3 in 1983 in licentie gebouwd als PL-8
- Colombia 80 Shafrir-2 geleverd in 1989, 75 Python-3 en 75 Python-4 geleverd in 2005, 100 Python-5 geleverd in 2011, 40 Derby geleverd in 2010
- Ecuador 75 Shafrir-2 geleverd in 1984, 60 Python-3/Python-4 geleverd in 1996, 50 Python-5 geleverd in 2001, 60 Derby geleverd in 2003
- El Salvador Shafrir.
- Georgië SPYDER met Python-5 en Derby[19]
- Honduras 100 Shafrir-2 geleverd in 1978
- India 100 Python-4 en Python-5 geleverd in 2007 en I-Derby ER.[20]
- Filipijnen SPYDER met Python-5 en I-Derby ER[21]
- Roemenië Python-3
- Singapore 600 Python-4 geleverd in 2004 en Python-5 en Derby
- Taiwan 450 Shafrir-2 geleverd in 1977
- Thailand 450 Python-4 geleverd in 1990
- Venezuela 54 Python-4 geleverd in 2004
- Vietnam SPYDER met 375 Python-5 en 375 Derby geleverd in 2018
- Zuid-Afrika Python-3, heet daar V3S Snake, geleverd in 1989, uit dienst in april 2008 en Derby, heet daar R-Darter of V4[22]
- Tsjechië 48 I-Derby ER te leveren in 2027.[23]